# Stenochrus lukensi
Stenochrus lukensi är en spindeldjursart som först beskrevs av Verner Hawsbrook Rowland 1973.  Stenochrus lukensi ingår i släktet Stenochrus och familjen Hubbardiidae. Inga underarter finns listade i Catalogue of Life.